# Feuerschiff Borkumriff

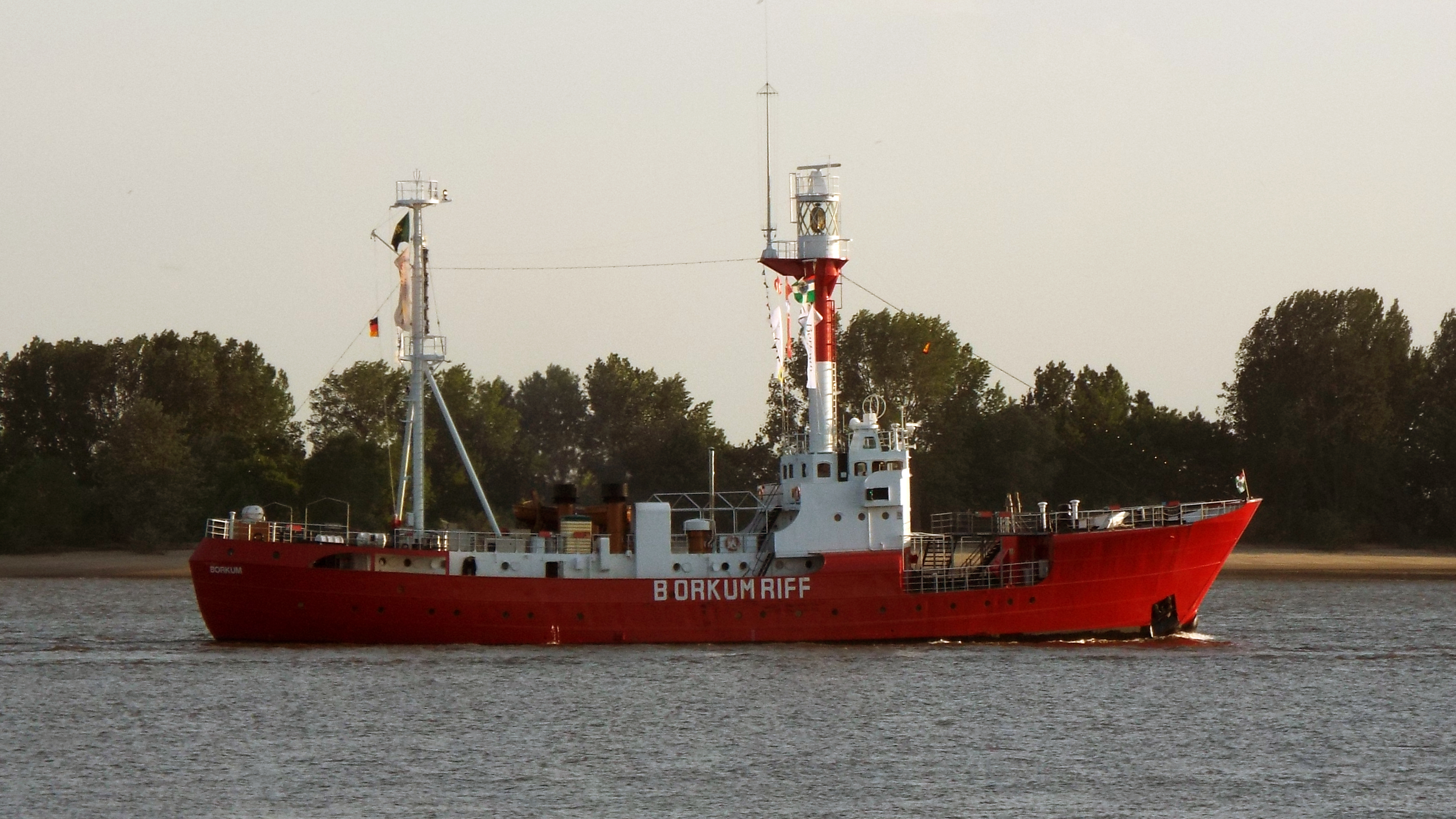
Feuerschiff Borkumriff IV

Borkumriff war von 1875 bis 1988 eine Feuerschiffsposition, ursprünglich auf    53° 51′ 0″ N, 6° 26′ 0″ O, später dann auf Position  53° 43′ 0″ N, 6° 23′ 0″ O (ab 1970 wegen der veränderten Schifffahrtswege auf  53° 48′ 0″ N, 6° 22′ 0″ O), ca. 30 Kilometer nordwestlich der Insel Borkum in einem der Hauptschifffahrtswege der Deutschen Bucht. Die eingesetzten Schiffe hatten während des aktiven Einsatzes auf dieser Position die Bezeichnung Feuerschiff Borkumriff.

## Übersicht über die eingesetzten Schiffe
- 1875–1902: Borkumriff I
- 1902–1911: Borkumriff II
- 1911–1956: Borkumriff III
- 1956–1988: Borkumriff IV
- seit 1988: UFS (unbemanntes Feuerschiff)

## Einzelheiten zu den eingesetzten Schiffen

### Borkumriff I
Das erste Feuerschiff auf dieser Position war die 1875 auf der Werft H. Klattenhoff in Emden gebaute Borkumriff I. Der hölzerne Dreimastsegler hatte eine Länge von 31,7 Metern, eine Breite von 7,1 Metern und eine Verdrängung von 181 Tonnen. Die Kennung bei Dunkelheit bestand aus einem roten Feuer am Großmast sowie je einem weißen Feuer an Fock- und Besanmast. Am 26. Oktober 1875 wurde es erstmals ausgelegt.
Nach dem Ende seines Einsatzes auf der Position Borkumriff war es von 1902 bis 1911 Reserve-Feuerschiff. Im Jahre 1911 erfolgte die Außerdienststellung. Über den weiteren Verbleib ist nichts bekannt, vermutlich wurde es abgewrackt.

### Borkumriff II
Das Feuerschiff Borkumriff II hatte eine Länge von 47,5 Metern und einen Tiefgang von 3,0 Metern. Es wurde 1902 bei der Werft A.G. „Weser“ in Bremen als dreimastiges eisernes Segelschiff gebaut. Die Höhe der Masten betrug beim Fockmast 16,5 m, beim Großmast 18,5 m und beim Besanmast 16,2 m.
Im Jahr 1902 löste es seine Vorgängerin, die Borkumriff I auf der Position ab. Ab 1911 folgte eine wechselvolle Geschichte. Nachdem es zunächst Ersatzfeuerschiff gewesen war, wurde es bis zu seiner Außerdienststellung 1951 auf sechs unterschiedlichen Positionen eingesetzt. Im September 1952 wurde es zum Abwracken an die Fa. Ritscher in Hamburg verkauft.

### Borkumriff III
Das dritte Feuerschiff mit dem Namen Borkumriff wurde 1911 bei der Meyer-Werft in Papenburg fertiggestellt. Das Schiff bestach durch seinen scharf geschnittenen Clipperrumpf und diente – mit kriegsbedingten Unterbrechungen – bis 1956 als Hauptfeuerschiff auf dieser Position. In der Mitte des Zweiten Weltkrieges verlegte das Wasserbauamt der Stadt Emden das Feuerschiff als Schutz vor Bombenangriffen nach Leer, wo es in den letzten Kriegstagen völlig ausgeräubert wurde. Auch das Herzstück des schwimmenden Leuchtturms, die Optik, war zerschossen. Bis 1949 konnte das Feuerschiff nicht mehr eingesetzt werden.
Mit provisorischen Mitteln der Nachkriegszeit rüstete die Emder Staatswerft das Schiff neu aus. Die Glasschleiferei Wilhelm Weule aus dem Goslarer Stadtteil Oker fabrizierte eine neue Leuchtfeueroptik für das bis dahin einmalige Pendelleuchtensystem. Bei dieser Bauweise ist die sogenannte Laterne im Turm des Schiffes so aufgehängt, dass sie trotz allem Rollen und Stampfen des Schiffes das Licht stets waagerecht zum Horizont ausstrahlt. Mit der neuen Leuchte lag das Schiff zunächst auf unterschiedlichen Positionen der von Seeminen geräumten Zwangswege zwischen Großbritannien und der Deutschen Bucht. Schließlich lag es dann auf der Position „JE33-Borkumriff“, sechzehn Seemeilen vor Borkum.
Nach 45 Dienstjahren, am 18. März 1956, löste ein vierter Neubau Borkumriff das alte Hauptfeuerschiff ab. Bis zur endgültigen Außerdienststellung diente das dritte Feuerschiff Borkumriff noch auf verschiedenen Positionen der deutschen Nordseeküste als Reserve-Feuerschiff.
Das niederländische Radio-Konsortium „VRON“ kaufte das alte Feuerschiff im November 1959. Hierdurch kam die alte „Lady“ zu einer unerwarteten Rundfunkkarriere. VRON entfernte den Laternenturm und rüstete das Schiff als kommerziellen, nicht genehmigten Rundfunksender aus und damit zu einem Sendeschiff. Als Piratensender (Offshoreradio) „Veronica“ lag es bei Scheveningen vor der niederländischen Küste. Am 16. November 1964 wurde es von dem neuen Sendeschiff „HH 294 Norderney“ auf der Ankerposition abgelöst und endgültig außer Dienst gestellt. Das ehemalige Feuerschiff wurde danach im belgischen Zeebrügge verschrottet.

### Borkumriff IV
Das letzte bemannte Schiff auf der Position Borkumriff war die 1954 gebaute Borkumriff IV. Das 53,7 m lange und 9 m breite Schiff hat einen Tiefgang von 4,4 m und eine Verdrängung von 825 Tonnen. Es wurde mit der Baunummer 813 bei der Norderwerft Köser & Meyer in Hamburg gebaut. Sein Feuer in der Höhe von 20,5 m über der Wasserlinie hatte eine Reichweite von 21,5 Seemeilen. Aufbauten und Laternenmast waren erstmals im Feuerschiffbau vollständig aus Aluminium gefertigt. Im März 1956 wurde es in Dienst gestellt und ausgelegt. Es löste das bisherige Feuerschiff Borkumriff III ab.
Nachdem es am 15. Juli 1988 – als letztes deutsches Feuerschiff – außer Dienst gestellt worden war, wurde es vom Förderverein „Borkumriff“ erworben und liegt seitdem im Borkumer Schutzhafen. Dort kann das Museumsschiff besichtigt werden, das auch Informationen über den Nationalpark Niedersächsisches Wattenmeer enthält.
2007 war die Borkumriff IV Drehort einer Neuverfilmung der Erzählung Das Feuerschiff von Siegfried Lenz.

### UFS
Die Position Borkumriff ist heute nicht mehr personell besetzt. Seit 1988 ist die vorgelagerte Station „GW/EMS“ (German Bight Western Approach / Ems) vormals „TW/EMS“ (Tiefwasserweg / Ems) auf der Position 54° 10′ 0″ N, 6° 20′ 48″ O mit einem unbemannten Feuerschiff (UFS) besetzt. Es ist Bestandteil der Messstationen des MARNET.

## Heimathafen
Für die Feuerschiffe, die zwischen 1875 und 1988 vor dem Borkumriff in der Westerems-Mündung lagen, war Emden – auch als Sitz des zuständigen Wasser- und Schifffahrtsamtes – stets Heimathafen.